# محمد بصيري
محمد سعيد إبراهيم بصير المعروف بمحمد بصيري (من مواليد عام 1942 في بني عياط، زاوية سيدي إبراهيم، إقليم أزيلال)، مقاومٌ وصحفي مغربي، اشتهر بانتفضاته ومقاومته للاستعمار الإسباني بمدينة العيون في ستينيات وبداية سبعينيات القرن الماضي، حيث تعرض للاعتقال واختفى في يونيو 1970، ولم يُعرف محل وجوده ووفاته لحد الآن.

## حياته

### البداية
بدأ محمد بصيري مساره العلمي مع حفظ القرآن الكريم في الزاوية البصيرية بإقليم أزيلال، قبل أن يلتحق بالمدرسة الابتدائية بالرباط حيث حصل على شهادة الدراسات الابتدائية. واصل دراسته الثانوية في مراكش بجامعة ابن يوسف. بعد حصوله على شهادة البكالوريا عام 1963 قصد مصر لدراسة الشريعة الإسلامية والعلوم السياسية، ثم إلى سوريا لدراسة الصحافة. كان البصيري محسنا اللغة العربية ومجيدا للهجاتها (الدارجة،حسانية )، والأمازيغية (التاشلحيت)، وكذا الإسبانية، والفرنسية.
وكان والده أحد شيوخ الطريقة الشاذلية الدرقاوية، وأحد فقهاء المذهب المالكي. ينتسب إلى عرش " المؤذن "، التي يعود أصلها إلى "السيد أحمد الرقيبي" جد قبائل الرقيبات بجميع فروعها، إحدى القبائل المشهورة بعلمها وورعها ومقاومتها للمستعمر الأجنبي.
وبعد عودته إلى المغرب سنة 1966، شارك سيدي محمد بصير في المحافل العلمية والحياة السياسية. استقر في الدار البيضاء حيث أنشأ صحيفتي "أشوومو" و "الأساس" اللتين نشرت فيهما عدة مقالات عن الثقافة الصحراوية وتاريخ الصحراء المغربية، والأحداث السياسية في ذلك الوقت على المستوى الوطني والدولي.

### مقاومة الاستعمار
تظاهر الطلبة الصحراويون في المغرب، المسجلون في كليات الرباط ومراكش والدار البيضاء، ضد إسبانيا ،وطالبوا بتحرير الصحراء وعودتها إلى حظيرة وطنهم المغرب. وهذا ينطبق بشكل خاص على سيدي محمد بصيري، مؤسس " حركة التحرير ساقية الحمراء ووادي الذهب "والذي كان ساعيا لتخليصها من أيادي الاستعمار الإسباني وإرجاعها إلى وطنه.
حركة تحرير الساقية الحمراء ووادي الذهب كان مقصدها وهدفها المعلن مقاومة الاستعمار الإسباني باسم المغرب؛ حسب عائلة بصير التي دعّمت هذا الطرح بوثائق وشهادات موروثة، في حين تسعى جبهة البوليساريو إلى نسبته إليهم لكونه المُمَهد.

### اختفاء
في يونيو 1970 قام المتظاهرون بقيادة محمد البصيري يرفعون عريضة إلى الحاكم العام للصحراء الإسبانية في العيون. مع تفريق الاحتجاج، حاولت الشرطة اعتقال القادة؛ قاوم المتظاهرون، واستدعت الحكومة قوات تيرسيو أفريكانوس التي أطلقت النار على الحشد، مما أسفر عن مقتل 11 شخصًا. وفي الأيام التالية، تم اعتقال مئات الأشخاص، بما في ذلك البصيري، الذي اختفى في السجن، ومن المفترض أنه قُتل أو تعرض للتعذيب حتى الموت.
1. ↑  "Muhammad Al-Basiri - le Marocain qui a fondé la résistance dans le désert". mauriweb.info. اطلع عليه بتاريخ 2024-06-04..
2. ↑  Yabiladi.com. "Mohamed Bassiri, unioniste marocain ou séparatiste initiateur du Polisario ?". www.yabiladi.com (بالفرنسية). Retrieved 2024-06-04.
3. ↑  (بالإسبانية) Alejandro García, Historias del Sáhara: el mejor y el peor de los mundos, Catarata, 2001, (ردمك 9788483191309), page 104